# Capitolazioni del 1534
Le capitolazioni del 1534 sono state delle capitolazioni di conquista  al fine di aggiornare le precedenti capitolazioni di Toledo dopo la conquista del Perù e di amministrare i territori situati tra il sud del governatorato della Nuova Castiglia e lo Stretto di Magellano. Il 21 maggio 1534, il sovrano spagnolo creò tre nuove capitolazioni per formalizzare le responsabilità della conquista del sud del continente sudamericano.

## Suddivisione
Il continente fu suddiviso nelle seguenti nuove aree:
- Governatorato della Nuova Toledo: Concesso a Diego de Almagro, si estendeva dal parallelo 14°, che segnava il limite meridionale del Governatorato di Nueva Castiglia (stabilito nella Capitulación de Toledo), e si estendeva per duecento leghe verso sud, fino al parallelo 25°31'31, nelle vicinanze dell'attuale città cilena di Taltal.
- Governatorato della Nuova Andalusia: Concesso a Pedro de Mendoza, si estendeva dall'oceano Atlantico all'oceano Pacifico, poiché a queste latitudini il Trattato di Tordesillas stabiliva il confine con il Portogallo in mezzo all'oceano Atlantico, e comprendeva duecento leghe verso sud dal confine di Nuova Toledo, fino al parallelo 36°57'09, ad Arauco.
- Governatorato della Nuova León: Concesso a Simón de Alcazaba, anche da mare a mare, con una estensione di duecento leghe, e il suo limite era l'Isola Campana, situata a 48°22'52" di latitudine sud. Poco dopo la sua creazione, fu ceduta a Francisco de Camargo nel 1536 e prolungata fino allo Stretto di Magellano su entrambi gli oceani.

Nel 1539 fu creata la Governatorato della Terra Australis, diventando il quarto governatorato, comprendendo i territori a sud dello Stretto di Magellano, a beneficio di Pedro Sancho de la Hoz.

## Evoluzione territoriale

1529-1534
1534-1536
1536-1539
1539